# Adorazione dei Magi (Perugino Perugia)
L'Adorazione dei Magi è un dipinto, olio su tavola (241 x 180 cm), di Pietro Perugino, databile, a seconda degli studi, al 1470-1473 o al 1476 circa e conservata nella Galleria Nazionale dell'Umbria di Perugia.

## Storia
Vittoria Garibaldi indica l'opera come la prima importante commissione ricevuta da Perugino negli anni vicini alla fine del suo apprendistato fiorentino (1470), mentre altri la datano a un periodo leggermente successivo, verso il 1476.
La pala d'altare era destinata alla chiesa di Santa Maria dei Servi di Perugia, legata quest'ultima alla famiglia Baglioni, e nel 1543 venne trasferita nella chiesa di Santa Maria Nuova.

## Descrizione
La scena è impostata in maniera tradizionale, con la capanna della Natività sulla destra e il corteo, non particolarmente lungo per il formato verticale dell'opera, che si accalca sulla sinistra, secondo un andamento orizzontale. Sullo sfondo, oltre il recinto del bue e l'asinello, si apre un paesaggio di rocce e colline, che dimostra la conoscenza della prospettiva aerea. 
A destra si trova la Vergine con il Bambino benedicente sulle ginocchia, dietro la quale veglia san Giuseppe in piedi col bastone. A sinistra il re più anziano si è già inginocchiato in adorazione, mentre gli altri due, quello giovane e quello maturo, stanno porgendo cerimoniosamente i loro doni. Il corteo è affollato da personaggi con fattezze che si ritrovano poi anche in altre opere dell'artista (nonché in quelle della scuola umbra), come il ragazzo col turbante e i giovani biondi in pose raffinate ed eleganti. Pare che il giovane all'estrema sinistra possa essere un autoritratto dell'artista.
I colori sono accesi, freddi e caldi, tenui e saturi.

## Stile
La Vergine col Bambino è affine nelle fattezze alla Madonna Gambier Parry del Courtauld Institute di Londra, databile ai primissimi anni settanta del XV secolo.
L'aspetto generale dell'opera è fortemente legato alla bottega di Verrocchio, dove l'artista fece il suo apprendistato, per il disegno molto marcato delle figure e per alcuni esiti simili ad altre opere coeve di artisti della bottega, che si giustificano con l'esistenza di modelli comuni. I personaggi si affollano secondo un gusto ancora sommersamente tardogotico, e sono robusti e massicci alla Fiorenzo di Lorenzo, pittore perugino forse primo maestro del Vannucci. Manca ancora l'elaborazione di un ritmo nella composizione, anche se è già accennato almeno nelle pose artefatte dei Magi in piedi. L'integrazione tra figure e paesaggio è derivata da Piero della Francesca, sebbene con un linguaggio più accattivante e colloquiale, mentre il linearismo del Verrocchio viene depurato dei suoi tratti più nervosi ed espressionistici.
Numerose sono le citazioni "famose", come l'albero in sezione aurea alla Piero della Francesca (Battesimo di Cristo, 1440-1460), o il paesaggio leonardesco, e dimostrano una volontà di "esercitarsi" di un giovane, piuttosto che l'affermazione di un proprio stile da maestro affermato.
Sono d'altra parte già presenti alcune caratteristiche che diventeranno tipiche dello stile di Perugino: il giovane col turbante, molto frequente in opere successive, o i tipi biondi raffinati ed eleganti, destinati a diventare uno degli elementi più ricorrenti della pittura umbra.